# Jan Kasielski
Jan Kasielski (ur. 14 listopada 1954 w Karpaczu, zm. 8 lutego 2013) – polski saneczkarz, olimpijczyk z Innsbrucku 1976.
Na igrzyskach olimpijskich w 1976 roku w Innsbrucku zajął 12. miejsce w jedynkach oraz 10. miejsce w dwójkach (partnerem był Andrzej Żyła).